# Парагрип
Парагри́п (англ. parainfluenza) — антропонозна гостра респіраторна вірусна інфекція, яку зазвичай відносять саме до групи ГРВІ. Хворобу спричинюють віруси з родини параміксовірусів (людські парагрипозні віруси; англ. human ParaInfluenza Viruses (hPIVs)). Хвороба характеризується незначною чи помірно вираженою загальною інтоксикацією і ураженням верхніх дихальних шляхів, переважно гортані. У маленьких дітей є однією з головних причин розвитку тяжкого ускладнення — несправжнього крупу.

## Історичні відомості
Взагалі параміксовірусів виділено від багатьох ссавців, птахів, плазунів тощо. Першого параміксовірусу від померлих під час спалаху смертельної пневмонії у новонароджених, виділив японський вірусолог Н. Куроа у 1952 році в м. Сендаї (вірус Сендай; також англ. murine parainfluenza virus type 1 or hemagglutinating virus of Japan (HVJ, також hPIV-1). Японські науковці заразили лабораторних мишей отриманою від трупів суспензією. У тварин розвинулись ураження легенів. Їм також вдалося заразити мишачою суспензією 8-річного добровольця, від якого вдалося також після зараження виділити вірус. Вже тоді існувала підозра, що подібні на вірус Сендай інші віруси теж здатні спричиняти тяжкі ураження легень у маленьких дітей. У 1955 році американський педіатр та вірусолог Р. Ченок зі співавторами виділив від хворої на несправжній круп дитини вірус hPIV-2, якого він назвав «англ. croupassociated» (тобто пов'язаний з крупом) і описав його властивості. У наступні роки були описані інші збудники, що спричиняли захворювання, подібні до грипу. У 1960 році від дітей з легкими проявами респіраторного синдрому було виділено HPIV-4, який складається з А та В підтипів, а в 1985 році hPIV-3 було виявлено у дітей з бронхіолітом та пневмонією. Вперше було повідомлено про спалах парагрипу hPIV-4 в Гонконзі восени 2004 року у 38 дітей та 3 співробітників установи для інвалідів. У 1959 р. цих вірусів було віднесено у самостійну групу і названо парагрипозними. Вважають, що ці віруси спричинюють у дітей молодшого віку багато випадків серед всіх ГРВІ, поступаючись лише респіраторно-синцитіальній інфекції.

## Етіологія
Захворювання спричинюють РНК-вмісні віруси парагрипу, яких відносять до родини Paramyxoviridae. За останні десять роки як номенклатура, так і таксономічні відносини параміксовірусів зазнали значних змін. Тому вірусів парагрипу, які спричинюють захворювання у людини, відносять до двох родів: Respirovirus (hPIV-1, hPIV-3) і Rubulavirus (hPIV-2, hPIV-4А та hPIV-4В). Геном вірусів представлено однонитковою лінійною нефрагментованою РНК, що кодує білки полімеразного комплексу, матріксу, суперкапсидної оболонки, нуклеокапсид. Саме за антигенними властивостями білків суперкапсидної оболонки та нуклеокапсиду розрізняють 4 основні серотипи вірусу. Усі вони мають гемаглютинін-нейрамінідазну активність. Ці серотипи здатні спричинити безсимптомне ураження тварин (шимпанзе, макаки та, зокрема, вид макака резус, білки, сови). Тільки у мармозеток Callimico goeldii при зараженні hPIV-1, hPIV-3 було одержано типову респіраторну інфекцію нижніх дихальних шляхів.
Вище 37°С термін виживання парагрипозних вірусів значно скорочується, а при температурі вище 50°С, віруси інактивуються протягом 15 хвилин. Виживають при кімнатній температурі до тижня. Найбільшу стабільність мають при 4°С або при заморожуванні (наприклад, -70°С).

## Епідеміологічні особливості

### Джерело та резервуар інфекції
Джерелом є хвора людина або носій вірусу. Вірус продовжує виділятися протягом 3-16 днів від початку первинної інфекції.

### Механізм і фактори передачі
Основний механізм передачі інфекції — повітряно-крапельний. Тривале виживання вірусів парагрипу на об'єктах довкілля створює можливість побутової передачі від предметів, при рукостисканні тощо (забруднення рук, потім випадкове нанесення на губи, після чого зараження дихальних шляхів при вдиху) та внутрішньолікарняного поширення. Доза, яка ефективно інфікує, є дуже малою.

### Сприйнятливість та імунітет
Парагрип, якій спричинює hPIV-1 та hPIV-2, має осінньо-зимову сезонність, тоді як при парагрипі, що спричинює hPIV-3, спалахи відбуваються протягом всього року із незначним підвищенням у весняний період. Епідеміологічні особливості поширення HPIV-4 ще вивчають. Найбільший епідемічний потенціал має hPIV-1. Хворіють люди будь-якого віку, але частіше діти до 5 років (серед усіх ГРВІ серед дорослого населення частка парагрипу становить близько 20 %, серед дитячого — близько 30 %). Більшість немовлят народжуються з нейтралізуючими антитілами до всіх 5 серотипів парагрипозних вірусів, але їхні титри швидко падають протягом перших 6 місяців життя, і тоді діти починають хворіти на парагрип.
Летальність вкрай незначна, смерть можлива майже виключно у маленьких дітей та в осіб з ослабленим імунітетом.

## Патогенез
Вхідними воротами інфекції, через які вірус проникає в організм, є слизові оболонки глотки і гортані. Віруси за допомогою гемаглютиніну прикріплюються до епітелію дихальних шляхів та надалі відбувається їх поширення через кров (вірусемія). У дихальних шляхах відбувається секреція на високому рівні запальних цитокінів. Йде пригнічення вироблення власного інтерферону. Також доведено роль вірусоспецифічних IgE, які підсилюють вивільнення гістаміну в гортані та трахеї, що стимулює розвиток несправжнього крупу.
Найбільш пов'язаним із крупом вважають hPIV-1. hPIV-3 є другою після респіраторно-синцитіального вірусу причиною розвитку пневмоній та бронхіолітів у дітей.
Патоморфологічні зміни включають розвиток запалення дихальних шляхів, некрозу та відторгненню епітелію, набряку слизових оболонок, надлишкової секреції слизу та інтерстиціальної інфільтрації легень. Формуються багатогніздні цитоплазматичні вакуолі, еозинофільні та базофільні включення, багатоядерні гігантські клітини, кожна з яких містить від 2 до 7 ядер. Все це зумовлює обструкцію дихальних шляхів, у дітей часто доводячи до стану крупу.

## Клінічні ознаки
Згідно з МКХ-10 у блоці «Інші гострі респіраторні інфекції нижніх дихальних шляхів» та у блоці «Грип та пневмонія» виділяють:
- J20.4 — гострий бронхіт, який спричинює вірус парагрипу;
- J12.2 — пневмонія, яку зумовлює вірус парагрипу.

Інкубаційний період триває 1-6 днів (рідше — менше доби).
Хвороба починається підгостро, з появи нежиттю, грубого сухого кашлю («гавкаючий кашель»), болю в горлі, який більшає вранці та під вечір, сиплості або захриплості голосу. У тяжких випадках, за наявності фонового хронічного ларингіту голос навіть може щезнути. Головний біль, слабкість, розбитість, ломота турбують не всіх хворих і виражені помірно. Тяжкої інтоксикації, як при грипі, немає. Температура тіла зазвичай субфебрильна.
При парагрипі можуть бути уражені всі відділи дихальних шляхів, але найчастіше і найбільше — гортань і великі бронхи. Набухання слизової оболонки носа супроводжується утрудненням дихання і мізерними серозними виділеннями, які стають рясними, слизово-гнійними в разі приєднання бактерійної інфекції. Помірна гіперемія слизової оболонки носоглотки відрізняється від різкої гіперемії при грипі. У 50 % хворих виникає двобічний кон'юнктивіт. Парагрип триває довше, ніж грип.
Тривалість хвороби, якщо немає ускладнень, в середньому 5-7 днів. Кашель може зберігатися до двох тижнів і більше. Прогноз захворювання, в більшості випадків, сприятливий.

## Ускладнення
Стан хворого погіршується при розвитку бактерійної пневмонії. У дітей може виникнути несправжній круп. Останнього характеризують напади сухого кашлю, які переходять у шумне стенотичне дихання із втягненням міжреберних проміжків, задишка, ціаноз. У маленьких дітей може розвиватись бронхіоліт.

## Діагностика

### Загальна клінічно-лабораторна діагностика
У період масової захворюваності зазвичай використовують клініко-епідеміологічні критерії діагностики (контакт із хворими, підгострий початок хвороби, переважання ознак ларингіту, відсутність виразної гарячки та інтоксикації тощо).
При неускладненому перебігу в загальному аналізі крові спостерігають такі ж зміни, як і при інших вірусних респіраторних захворюваннях, а саме нормоцитоз або незначна лейкопенія, лімфоцитоз та нормальні показники ШОЕ. При приєднанні бактеріальних ускладнень очікують схильність до лейкоцитозу та нейтрофільозу, ШОЕ має також тенденцію до прискорення.

### Специфічна діагностика
У непевних випадках, при епідемічних спалахах підтверджують діагноз виявленням РНК вірусів у ПЛР. Зразки матеріалу верхніх дихальних шляхів потрібно транспортувати у спеціальних контейнерах при температурі не вище 4°С, якщо очікується затримка транспортування на 24 години та більше — зразки необхідно заморозити. Можна використовувати реакцію непрямої імунофлюоресценції (РНІФ), але її не можна застосовувати як єдиний діагностичний критерій внаслідок низької чутливості. Застосовують серологічні методи — реакцію гальмування гемаглютинації (РГГА) методом взяття парних сироваток з інтервалом не менше ніж у 7-10, діагностичним вважають чотирикратне підвищення титрів антитіл.

## Лікування
Специфічного противірусного лікування не існує. Застосовують здебільшого симптоматичну терапію. Хворим показано прийом відхаркувальних засобів, розсмоктувальних таблеток для горла із антизапальною дією, теплі вітамінні напої та інгаляції.
Хворих із тяжким перебігом, значно зниженим імунним статусом та при виникненні ознак крупу необхідно негайно госпіталізувати.
Сповіщено про певні обнадійливі результати лікування парагрипу у дітей з імунодефіцитами рибавірином в інгаляціях.
Лікування несправжнього крупу проводять залежно від ступеня стенозу. В очікуванні госпіталізації показані гарячі ванни для ніг, десенсибілізуючі засоби і парові інгаляції.
Детальніші відомості з цієї теми ви можете знайти в статті Круп.
- При легкому крупі в стаціонарі призначають відволікаючі та заспокійливі засоби, теплі парові інгаляції тривалістю 10-15 хвилин, кратність 4-6 разів на день. Рясне пиття (мінеральні води з лужним рН, молоко, чай).
- При помірному крупі додатково внутрішньом'язово (в/м) вводять літичну суміш (2,5 % розчин аміназину у поєднанні з 2 % розчином супрастин — все у вікових дозах). У дітей до 1 місяця від народження супрастин не можна використовувати. До інгаляційних сумішей додають гідрокортизон, муколітики, еуфілін. У 1 добу внутрішньо призначають преднізолон (5 мг/кг на добу) тривалістю 3-4 дні (короткий курс до отримання ефективного результату).
- При тяжкому крупі хворих переводять у реанімаційне відділення, де поміщають у кисневий намет із постійною температурою, 100 % вологістю, періодичним розпилюванням глюкокортикоїдів, протинабрякових препаратів, бронхолітиків, відхаркувальних. Призначають антибіотики широкого спектра дії, нейролептики, серцеві глікозиди. Якщо немає ефекту — показана короткочасна оротрахеальна інтубація, санація трахеобронхіального дерева.

У разі приєднання бактеріального бронхіту чи інших ускладнень проводять лікування антибіотиками.

## Профілактика

### Неспецифічна
Так само неспецифічна як при застуді та інших ГРВІ. Слід загартовувати організм за допомогою фізичних вправ, прогулянок на свіжому повітрі, водних процедур, природних фітонцидів, які містяться в часнику та цибулі, різноманітних ефірних олій. Але ця неспецифічна профілактика не може повністю усунути можливість захворювання.

### Специфічна
Для усунення загрози виникнення несправжнього крупу у маленьких дітей проводять випробування вакцин — носової hPIV-3 CP45, яку отримано з штаму дикого типу JS, і вакцини hPIV3b, яку отримано з химерного hPIV-3. Вони визначені як безпечні та імуногенні на першому етапі випробувань за участю HPIV-3-серонегативних немовлят і дітей. Створені проти інших видів парагрипозних вірусів, але вони знаходяться ще на стадії доклінічних випробувань.